# Никольское сельское поселение (Белгородская область)
Нико́льское се́льское поселе́ние — муниципальное образование в Белгородском районе Белгородской области России.
Административный центр — село Никольское.

## История
Никольское сельское поселение образовано 20 декабря 2004 года в соответствии с Законом Белгородской области № 159.
21 июня 2019 года село Топлинка было передано в Крутологское сельское поселение, а из Крутологского сельского поселения 29 ноября 2019 года в городское поселение «Посёлок Разумное».

## Население
| 2010  | 2011  | 2012  | 2013  | 2014  | 2015  | 2016  | 2017  | 2018  |
| ----- | ----- | ----- | ----- | ----- | ----- | ----- | ----- | ----- |
| 2925  | ↗2927 | ↘2881 | ↘2836 | ↗2888 | ↘2867 | ↘2843 | ↘2818 | ↗3002 |
| 2019  | 2020  | 2021  |       |       |       |       |       |       |
| ↗3317 | ↗3570 | ↗7902 |       |       |       |       |       |       |

## Состав сельского поселения
| № | Населённый пункт | Тип населённого пункта       | Население |
| - | ---------------- | ---------------------------- | --------- |
| 1 | Никольское       | село, административный центр | ↗7443     |
| 2 | Пуляевка         | село                         | ↗459      |